# كامي دونكان
كامي دونكان (بالإنجليزية: Cameron Duncan)‏ هو لاعب كرة قدم بريطاني في مركز حراسة المرمى، ولد في 4 أغسطس 1965 في Shotts ‏ في المملكة المتحدة، وتوفي في 2 مايو 2017 بسبب سرطان. لعب مع نادي آير يونايتد.